# Denis Eršov
Denis Aleksandrovič Eršov (in russo Денис Александрович Ершов?; Susuman, 12 marzo 1981) è un ex cestista russo.

## Carriera
Con la Russia ha disputato i Campionati europei del 2003.